# 로슈 엽
로슈엽(Roche lobe)은 항성계에서, 주위 공전 물질이 중력적으로 항성에 속박되어 있는 공간을 말한다. 만약 항성이 그 로슈엽까지 팽창하면, 물질들은 항성의 중력적 속박에서 벗어날 수 있게 된다. 만약 항성계가 쌍성계라면 물질은 라그랑주 점으로 떨어지게 된다. 이때 중력 등위로 제한된 눈물 모양의 영역을 이루는데, 눈물 모양의 꼭대기에 L1 라그랑주 점이 있으며, 꼭대기 방향이 동반성을 향한다.
로슈엽은 로슈 한계, 로슈권 등과는 전혀 다른 개념이다. 이 세 용어는 모두 프랑스의 천문학자 에두아르 로슈의 이름을 따서 명명되었다.